# Riley Minix
Riley James Minix, född 22 september 2000 i Vero Beach i Florida, är en amerikansk professionell basketspelare (SF/SG) som spelar för San Antonio Spurs i National Basketball Association (NBA).
Han blev aldrig NBA-draftad.
Innan Minix blev proffs studerade han vid Southeastern University och spelade för deras idrottsförening Southeastern Fire. Minix blev senare överförd till Morehead State University för spel i Morehead State Eagles.